# Chilton (Wisconsin)
Chilton é uma cidade localizada no estado norte-americano de Wisconsin, no Condado de Calumet.

## Demografia
Segundo o censo norte-americano de 2000, a sua população era de 3708 habitantes.
Em 2006, foi estimada uma população de 3645, um decréscimo de 63 (-1.7%).

## Geografia
De acordo com o United States Census Bureau tem uma área de
10,1 km², dos quais 10,1 km² cobertos por terra e 0,0 km² cobertos por água. Chilton localiza-se a aproximadamente 275 m acima do nível do mar.

## Localidades na vizinhança
O diagrama seguinte representa as localidades num raio de 16 km ao redor de Chilton.